# Ulica Tęczowa we Wrocławiu
Ulica Tęczowa – ulica długości około 1,2 km we Wrocławiu (do 1945 pod nazwą Siebenhufenerstraße w dzielnicy Siebenhufen – pol. „Siedem Łanów”), na pograniczu Przedmieścia Mikołajskiego i Przedmieścia Świdnickiego.

## Historia
Wieś Siedem Łanów wzmiankowana była już w 1353 roku jako własność klasztorna, a dzisiejsza ul. Tęczowa była jej główną osią komunikacyjną. Od 1516 Siebenhufen było własnością Szpitala Bożego Grobu, a trzy wieki później – w 1808 – została włączona do miasta.
W roku 1847 przy ulicy powstała pierwsza wrocławska gazownia, nieco wcześniej zaś, w 1843, drugi z wrocławskich dworców kolejowych – Dworzec Świebodzki (pierwszym był o rok starszy Górnośląski). W połowie wieku XIX pojawiła się też typowa zabudowa miejska, przede wszystkim po jej południowej stronie, bowiem po stronie północnej znalazły swe miejsce – ze względu na dogodne położenie przy terenach i bocznicach kolejowych – zakłady przemysłowe i składy. Bliskość kolei spowodowała także, że po północnej stronie (w okolicy skrzyżowań z dzisiejszą ulicą Zdrową) powstał duży targ warzywny. Po wybudowaniu Dworca Świebodzkiego (a wkrótce potem w jego sąsiedztwie Marchijskiego) przeprowadzono przecinającą ulicę Tęczową linię kolejową – łącznik (Verbindungsbahn) – umożliwiającą przetaczanie taboru kolejowego pomiędzy Dworcem Górnośląskim a Świebodzkim i Marchijskim. Linią tą, biegnącą wzdłuż dzisiejszej ul. Kolejowej, początkowo przetaczano wagony przy pomocy konnych zaprzęgów; wkrótce jednak, około połowy XIX wieku, kiedy opracowano nowoczesne lokomotywy manewrowe, z trakcji konnej zrezygnowano, a podczas przebudowy wrocławskiego węzła kolejowego pod koniec lat 60. XIX w. zdecydowano o zmianie przeznaczenia dawnego łącznika; pozostawiona w tym miejscu bocznica kolejowa przecinająca ul. Tęczową prowadziła do zlokalizowanej w kwartale ulic (według nazw dzisiejszych) Tęczowej, Kolejowej, Prostej i Grabiszyńskiej fabryki wagonów kolejowych Waggonfabrik Gebr. Hofmann & Co. AG, która w tej lokalizacji funkcjonowała do początków XX wieku. Później zlokalizowano w tym miejscu zakłady transportowe poczty, a obecnie znajduje się tu Centrum Logistyki Poczty Polskiej.
Po 1906, kiedy uruchomiono największą wówczas w Europie gazownię na wrocławskim Tarnogaju, obiekt przy Tęczowej przekształcono na przetłocznię gazu. W 1928 od ulicy Grabiszyńskiej doprowadzono poprzez ulicę Szpitalną, Tęczową i Zdrową dogodne połączenie tramwajowe targowiska warzywnego z resztą miasta. Linia numer 4 łączyła w tym czasie ulicę Tęczową z Rynkiem i Rakowcem, ale tylko w dni powszednie (w niedziele i święta tramwaje jeździły na tej trasie tylko z Rakowca do Rynku i z powrotem). W 1937 linia z Rakowca do Tęczowej oznaczona została literą „E” (nadal jeździła tylko w dni powszednie, a „czwórka” jeździła tylko do Rynku), a w 1939 utworzono w miejsce linii „E” linię „23” z Tęczowej przez Rynek do dzisiejszej Alei Słowackiego. Później, w pierwszej połowie lat 40. dodano małą pętlę tramwajową na terenie samego targowiska oraz dodatkową bocznicę tramwajową ze skrzyżowania Tęczowej ze Szpitalną w głąb terenów przemysłowo-magazynowych po północnej stronie Szpitalnej. Te dodatkowe tory ułatwiały transport towarów zaopatrzeniowych wewnątrz miasta liniami tramwajowymi, co pozwalało oszczędzić paliwo dla samochodów, niezbędne wówczas na frontach prowadzonej przez Niemcy wojny światowej.
Podczas oblężenia Festung Breslau zabudowa ulicy uległa poważnym zniszczeniom, zwłaszcza jej zachodni odcinek. Zniszczeniu uległ szpital i kościół św. Trójcy, przestało istnieć też targowisko, straciło sens istnienia połączenie tramwajowe rejonu Tęczowa/Zdrowa z miastem. Tuż po wojnie torowisko na ulicy Kolejowej i Tęczowej wykorzystywano do wywożenia gruzu i odzyskanych ze zburzonego centrum miasta cegieł w kierunku Dworca Świebodzkiego (tam ładunek ten był przeładowywany na normalnotorowe wagony i wywożony z Wrocławia). W latach następnych część ocalałej zabudowy miejskiej odbudowano, w tym także niektóre magazyny, składy i zakłady przemysłowe (m.in. przepompownię gazu).

## Współczesność
Obecnie wzdłuż południowej pierzei ulicy znajduje się kilka zachowanych do dziś przedwojennych kamienic oraz kilka wybudowanych już po wojnie domów mieszkalnych, a także (po obu stronach) ciąg sklepów i zakładów usługowych. Północna strona ulicy zachowała swój przemysłowo-magazynowy charakter, pomimo że choć nadal istnieje infrastruktura kolejowa w sąsiedztwie nieczynnego od lat 90. Dworca Świebodzkiego, to zapotrzebowanie na transport kolejowy drastycznie zmniejszyło się. Część powojennej zabudowy przy początkowym odcinku ulicy powstała w ramach osiedla mieszkaniowego Plac PKWN.
W 2006 naprzeciw dawnego targu warzywnego, w kwartale przy ul. Tęczowej 82–84, Zdrowej 18–32 i Pochyłej, rozpoczęto budowę osiedla „Kępa Staromiejska” (siedem 6- i 7-piętrowych budynków, łącznie około 250 mieszkań). Ten etap zabudowy zakończono w latach 2011–2012. W kolejnym etapie, w latach 2016–2018, w rejonie ulic Tęczowej i Pochyłej zrealizowano zespół budynków mieszkalno-usługowych „Osiedle Nowa Tęczowa” (8 kondygnacji nadziemnych, łącznie 200 mieszkań).

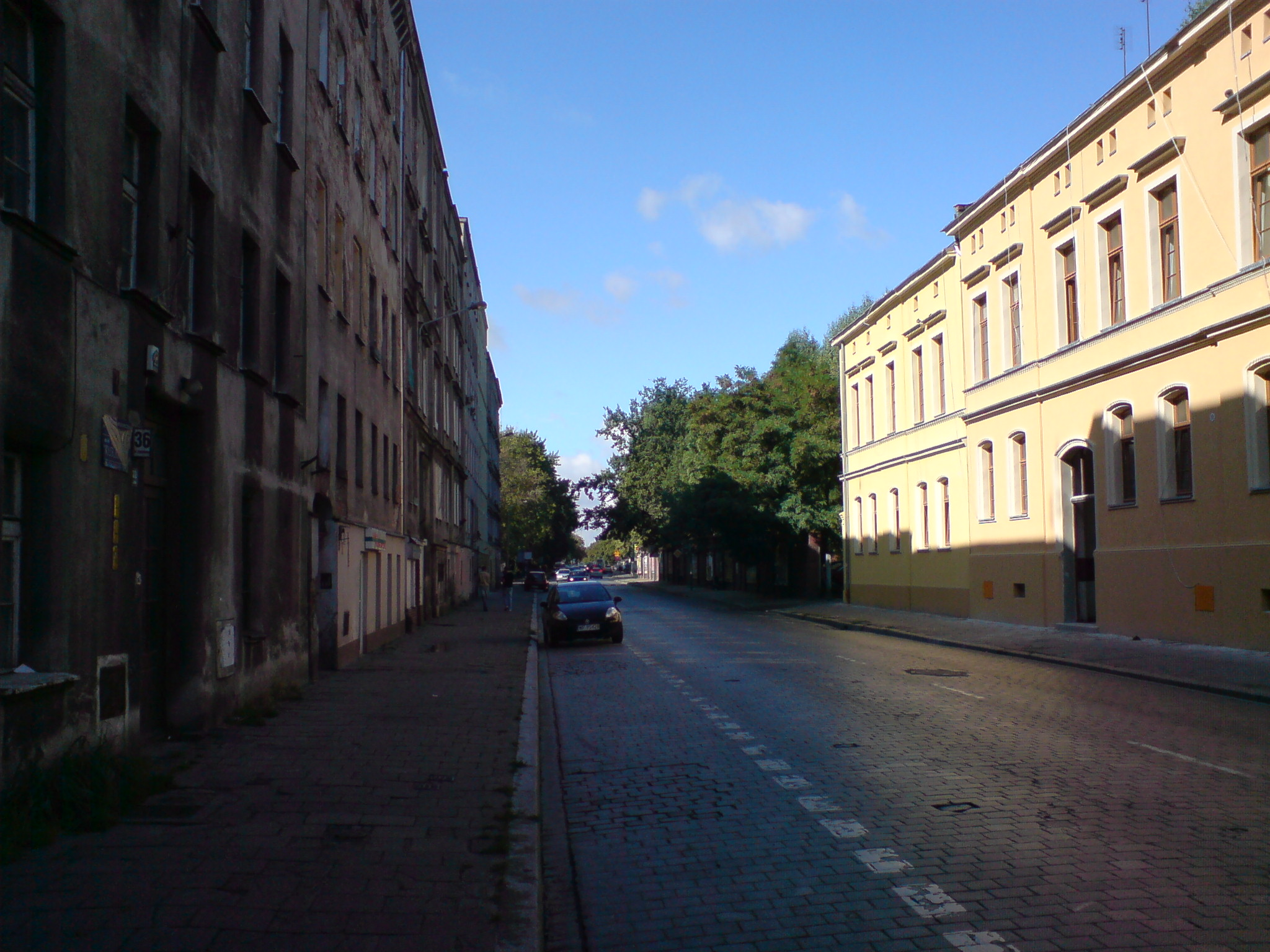
odcinek środkowy, widok na zachód
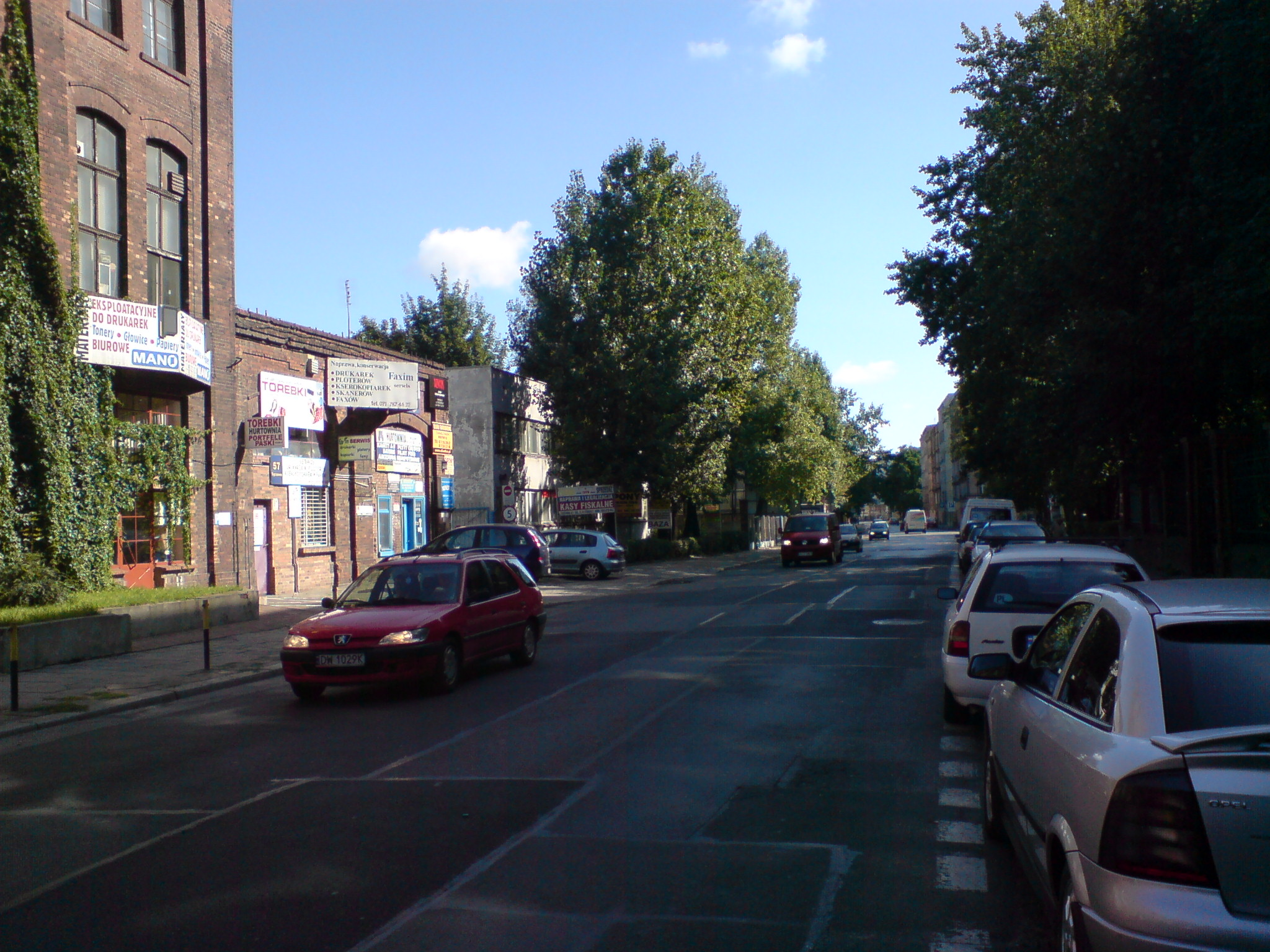
odcinek środkowy, widok na wschód
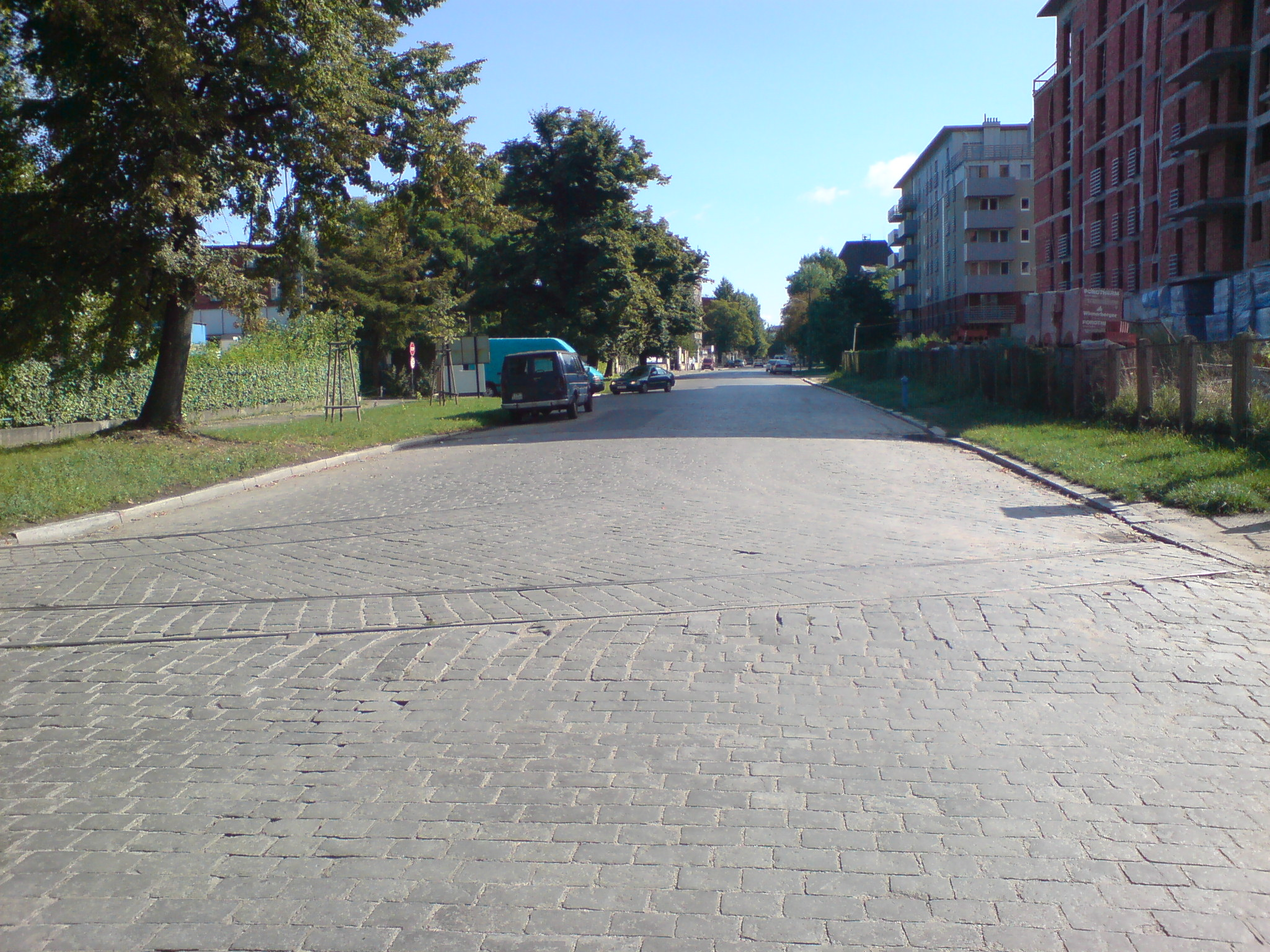
odcinek zachodni, widok na wschód
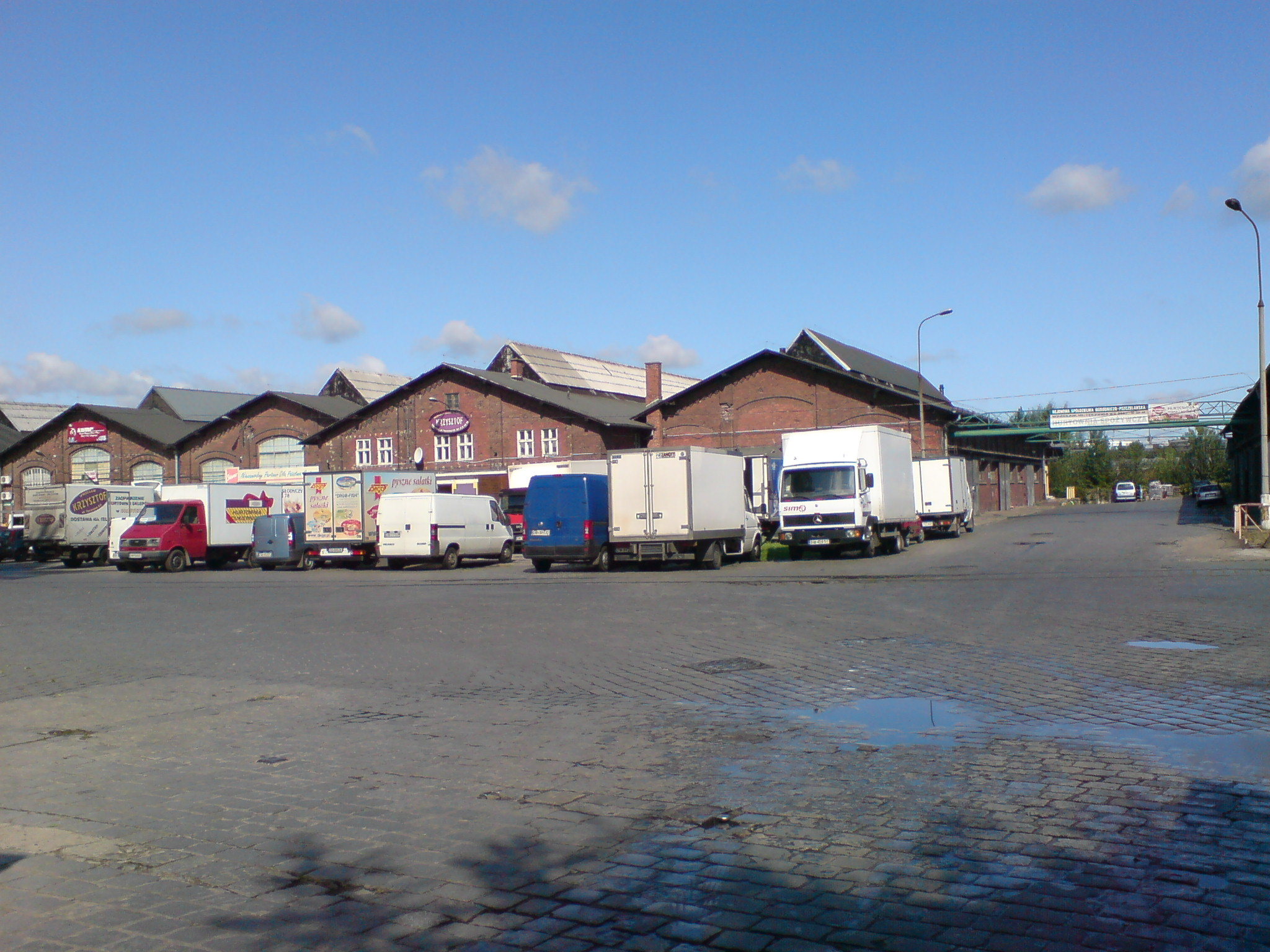
dawne targowisko przy Tęczowej
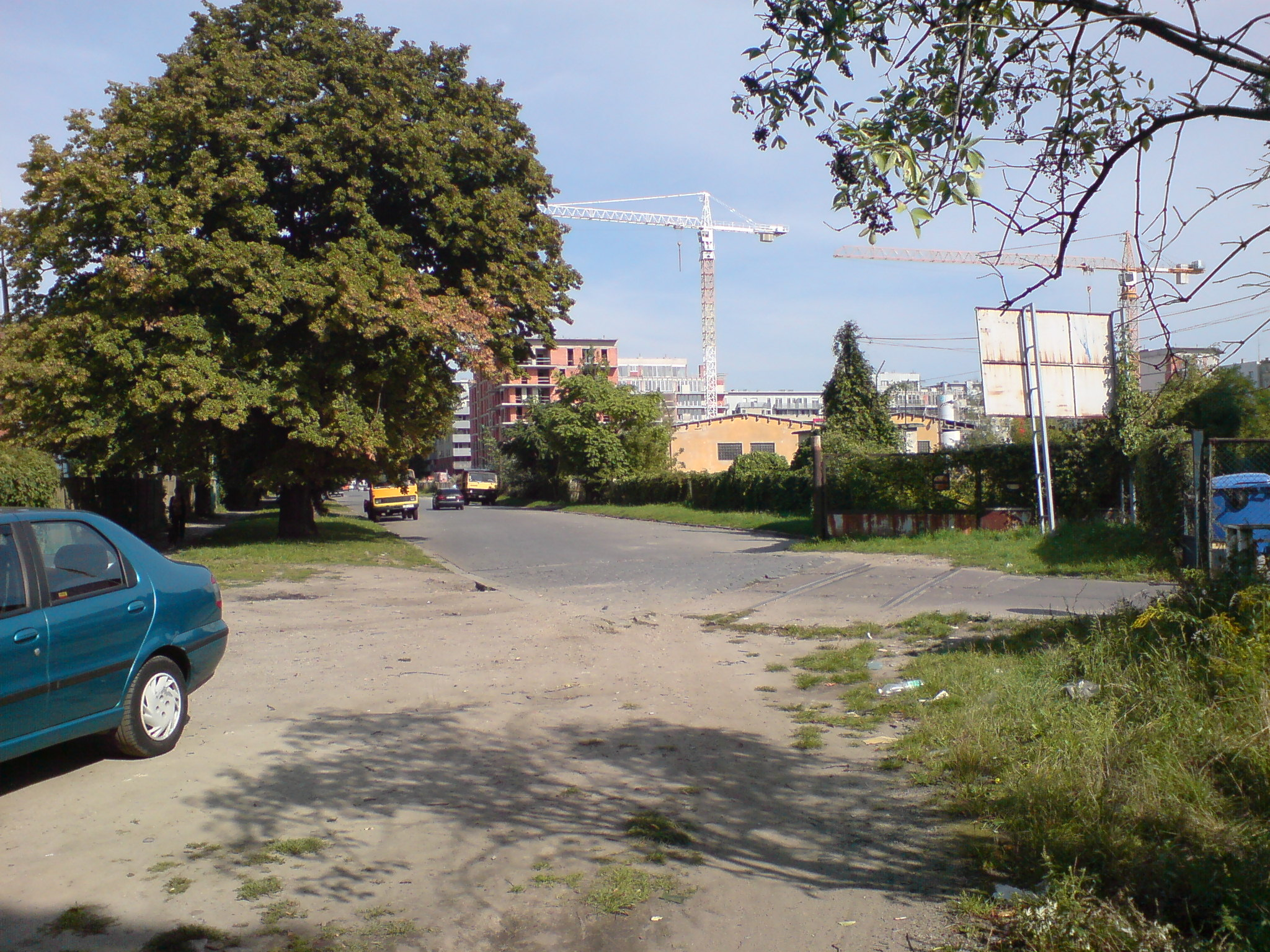
zachodni skraj Tęczowej
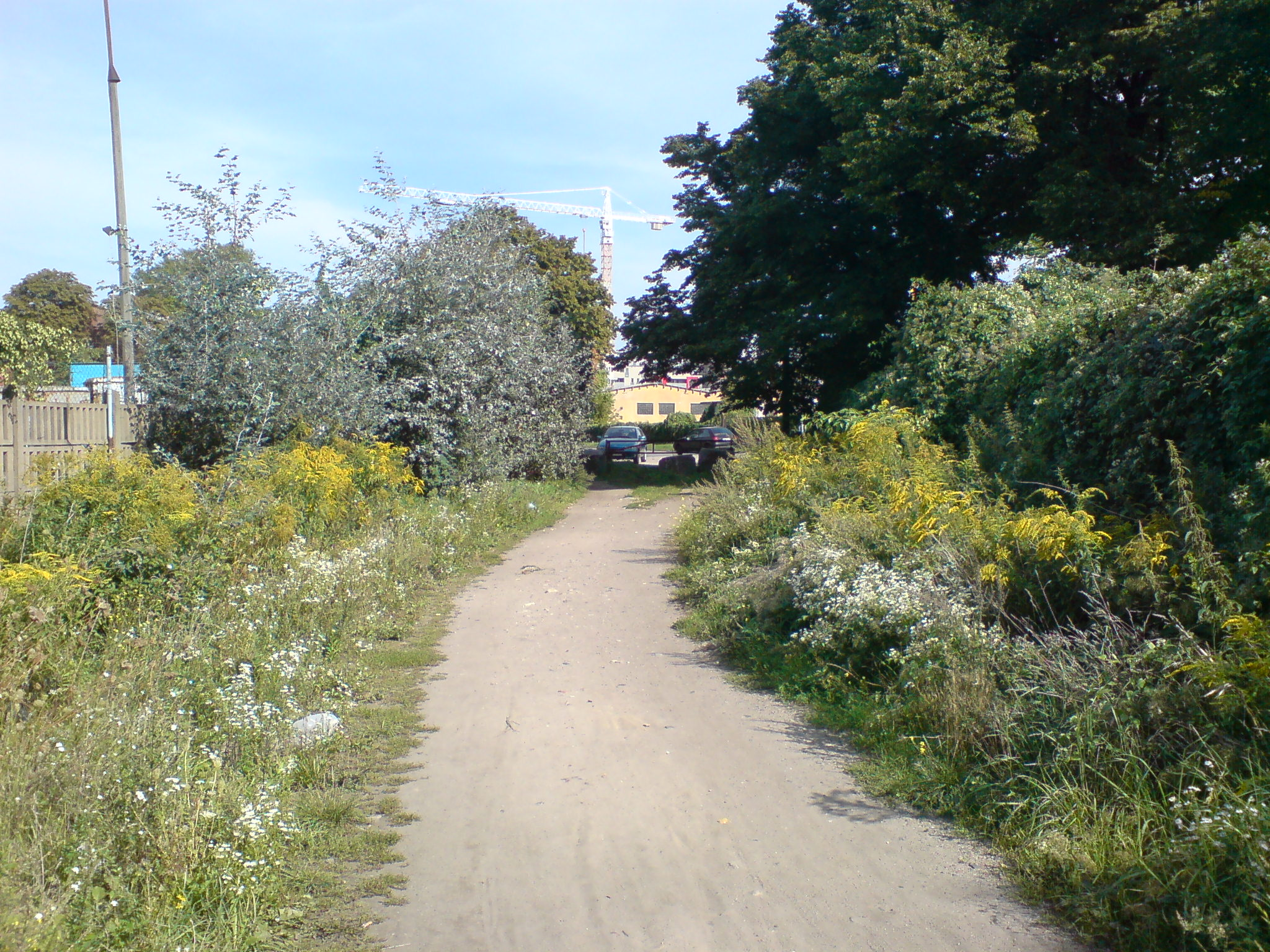
widok na wschód ze ścieżki – zachodniego przedłużenia Tęczowej